# Darkestrah
Darkestrah je kyrgyzská folk/blackmetalová kapela založená v roce 1999 v Biškeku hudebníkem Tahirem Kaptsanem (používajícím pseudonym Asbath). Později těleso přesídlilo do německého Lipska.
Svůj styl popisuje jako "epický šamanský black metal". Čerpá ze středoasijské kultury, hudby, historie a náboženství a využívá některé lidové hudební nástroje jako strunné komuz či kyl kyjak, k tomu i techniku hrdelního zpěvu sygyt.
Debutové studiové album s názvem Sary Oy vyšlo v roce 2004.

## Diskografie
Dema
- Pagan Black Act (1999)

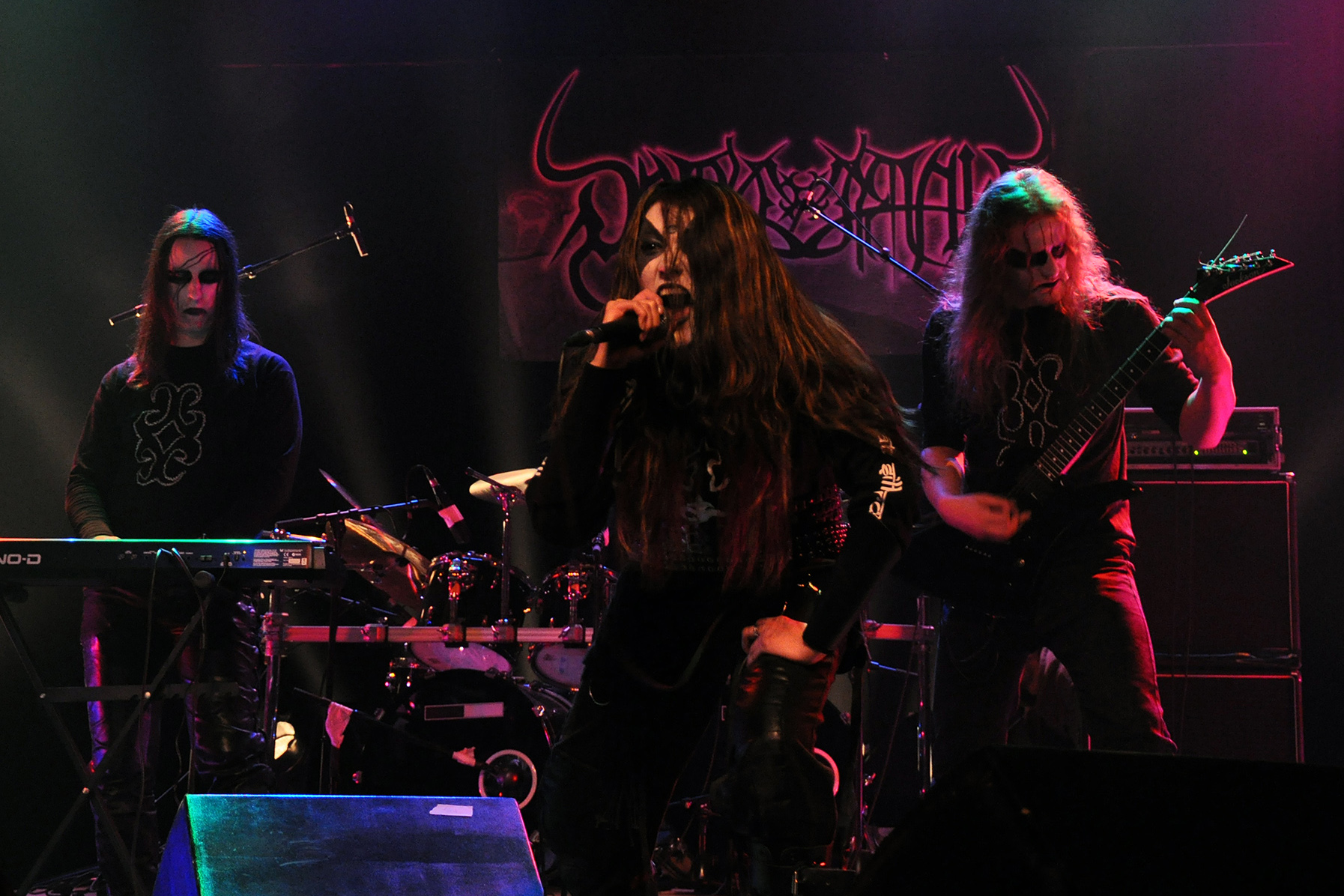
Darkestrah, 2009

- Through the Ashes of the Shamanic Flames (2003)

Studiová alba
- Sary Oy (2004)
- Embrace of Memory (2005)
- Epos (2007)
- The Great Silk Road (2008) – v překladu Velká hedvábná stezka
- Манас (2013) – transkripcí Manas, což je hrdina kyrgyzského národního eposu.
- Turan (2016)
- Nomad (2024)

EP
- The Way to Paganism (2005)
- Khagan (2011)
- Chong Aryk (2021)

Živá alba
- Everything Becomes Fire (2015)

Singly
- The Gift of Mud and Venom (2020)
- The Path Is Clear (2024)

Box sety
- 20th Anniversary Chronicles of Nomadic Conquest (2019)

Split nahrávky
- Akyr Zaman / Tajer Al Punqia (2016) – split CD společně se saúdskoarabskou kapelou Al-Namrood